# Горный ботанический сад ДНЦ РАН
Горный ботанический сад Дагестанского нау́чного це́нтра РАН (официальное наименование — Федеральное государственное бюджетное учреждение науки Горный ботанический сад Дагестанского научного центра РАН; сокращенно — ГорБС ДНЦ РАН) — государственное академическое научное учреждение в Махачкале. 10 декабря 1986 Лаборатория генетики растений, заинтересованная в создании постоянно действующей горной экспериментальной базы и в расширении исследований в области ботанического и генетического ресурсоведения, получила право на создание «Горной экспериментальной базы (Ботанического сада) Отдела биологии» на Гунибском плато.

## История
Попытки создания ботанического сада в столице Дагестана предпринимались несколько раз:
- в конце 20-х годов первым научным учреждением Дагестана — Институтом Дагестанской культуры,
- в начале 50-х — Отделом растительных ресурсов Дагфилиала АН СССР,
- в 60-х — Даггосуниверситетом.

Все эти попытки по разным причинам оказались безуспешными. Однако в октябре 1972 г. был открыт Отдел биологии, в составе которой была создана лаборатория с общим направлением исследований «генетика и эволюция природных популяций растений» с экспериментальной станцией на плато Гуниб.
- 1986 г. — Президиум АН СССР принял Постановление о создании Горной экспериментальной базы (Ботанического сада)
- 1992 г. — постановление о переводе Горного ботанического сада в статус научно-исследовательского учреждения ДНЦ РАН
  - на территории Левашинского района за ГорБС ДНЦ РАН закреплены 10 га земель: в 2 км от с Цудахар, правый берег реки Сана, правый приток реки Казикумухское Койсу.
- 17 августа 1982 г. — Совет Министров ДАССР выпустило постановление о выделении на Гунибском плато 500 га земель, главным образом лесных, для создания «Горно-Дагестанского государственного ботанического сада».
- 1992 г. — Горный ботанический сад получает статус научно-исследовательского учреждения (на правах института) ДНЦ РАН.[1]

## Структура
В структуре Горного ботанического сада 7 подразделений:
три научные лаборатории
- флоры и растительных ресурсов,
- интродукции и генетических ресурсов древесных растений,
- фитохимии и медицинской ботаники.

четыре научно-вспомогательных подразделения:
- Гунибская и Цудахарская экспериментальные базы,
- Экспозиционный центр
- Гербарий.

ГорБС представляет систему экспериментальных баз расположенных вдоль высотного экологического градиента, что позволяет получить совершенно новую информацию о ресурсном потенциале, пластичности и стабильности признаков, взаимодействиях «генотип-среда», микроэволюционных процессах. Оценка полевых коллекций по комплексам хозяйственно-ценных признаков в гетерогенной среде позволяет оценить потенциал генетических ресурсов дикорастущих и культурных видов и способствовать их вовлечению в селекционный процесс.